# 馮曉文
馮曉文（英語：Michelle Fung；1967年2月13日—），香港女演員、歌手，曾為香港無綫電視藝員，於1990年代初出道。

## 生平
馮曉文於1992年畢業於第五期藝員進修班，同學有葉振聲和鄭應龍。早年經常演出音樂影片。曾獲TVB選為《沖天小子》擔任女主角，其後更有唱片公司向她招手，第一首派台歌為《你還記得我嗎》。2004年，她離開無綫電視，轉至中國大陸發展。較注目的演出包括歌手郭富城代表作《對你愛不完》的音樂影片、張衛健《西遊記》中的玉面狐狸一角、陳小春《鹿鼎記》中的蘇荃一角。

## 演出作品

### 電視劇 (無綫電視)
| 年度   | 劇名                 | 角色                 |
| 1992年 | 火玫瑰               | 方有寶的同学         |
| 1992年 | 龙影侠               | 紫 玲                |
| 1992年 | 風之刀               | 花 奴                |
| 1992年 | 妙探出更             | Mandy                |
| 1992年 | 沖天小子             | 梁丹蕾               |
| 1992年 | 爱情恋曲之野花       | 阿 麗                |
| 1992年 | 捉妖奇兵             | 茶 客（客串演出）    |
| 1992年 | 龍影俠               | 護 士                |
| 1993年 | 妙探出更             | -                    |
| 1993年 | 天倫                 | Amy                  |
| 1993年 | 爱情恋曲之恋爱交叉   | 雯 雯                |
| 1994年 | 孤星剑               | 洪天心               |
| 1994年 | 射鵰英雄傳之南帝北丐 | 木 霖                |
| 1994年 | 千岁情人             | 寶 蝶                |
| 1994年 | 豪门插班生           | 林嘉欣               |
| 1994年 | 方世玉與乾隆皇       | 宋剑屏               |
| 1995年 | 真情                 | 惠 姐（惠大姐）      |
| 1995年 | 边缘故事             | Lily蔣               |
| 1995年 | 神雕侠侣             | 林朝英               |
| 1995年 | 刑事侦缉档案II       | 許咏琳               |
| 1996年 | 廉政行动组           | 何艷琴               |
| 1996年 | 900重案追兇          | Fiona                |
| 1996年 | 西遊記               | 玉面狐狸、興林王子妃 |
| 1996年 | 聊齋之翁婿鬥法       | 翁紅亭               |
| 1996年 | 聊齋之綠野飛仙       | 小 娥                |
| 1996年 | 聊齋之俠女田郎       | 程 菊                |
| 1996年 | 聊齋之秋月還陽       | 冬 花                |
| 1997年 | 天龍八部             | 秦紅棉               |
| 1998年 | 鹿鼎记               | 蘇 荃                |
| 1998年 | 妙手仁心             | 王師奶               |
| 1998年 | 扫黄先锋             | 小 燕                |
| 1998年 | 生命有TAKE2          | 歐麗琪               |
| 1999年 | 洗冤录               | 詠 妃（第12集）      |
| 1999年 | 雪山飞狐             | 駱 冰                |
| 1999年 | 刑事侦缉档案IV       | 鐘世燕               |
| 1999年 | 狀王宋世傑（貳）     | 恭王福晋             |
| 1999年 | 創世紀               | 獄 警                |
| 2000年 | 新鲜人               | 邵彩華               |
| 2000年 | 陀枪师姐II           | 阮麗冰               |
| 2000年 | 楊貴妃               | 王皇后               |
| 2000年 | 十月初五的月光       | 馬冰芬               |
| 2001年 | 錦繡良缘             | 韋慕琳（韋貴妃）     |
| 2001年 | FM701                | 陳雙燕               |
| 2001年 | 陀槍師姐III          | 冼翠兒               |
| 2001年 | 封神榜               | 九尾狐/袁貴妃        |
| 2001年 | 公私戀事多           | 唐綺文               |
| 2002年 | 洛神                 | 王如意               |
| 2002年 | 谈判专家             | 林佩佩               |
| 2002年 | 皆大歡喜             | 丹 鳳                |
| 2002年 | 流金歲月             | 丁容紀雯             |
| 2002年 | 雲海玉弓缘           | 馮 琳                |
| 2003年 | 洗冤录II             | 傲 雪                |
| 2003年 | 卫斯理               | 金花姑               |
| 2003年 | 俗世情真             | 馬潔芳               |
| 2003年 | 衝上雲霄             | 湯韵妙               |
| 2003年 | 恋爱自由式           | 沐玉露               |
| 2003年 | 美麗在望             | Maggie               |
| 2004年 | 怪侠一枝梅           | 如玉姑娘             |
| 2011年 | 七號差館             | 阿 儀                |

### 電影
| 年度   | 劇名               | 角色           |
| 1994年 | 末路危情           | Joyce余        |
| 1996年 | 飞虎雄风之抢滩行动 | 方玉華（華姐） |
| 1999年 | 虎胆虹威           | 徐少雯         |
| 2001年 | 少白蔡礼佛         | 林子韻         |
| 2003年 | 源來是愛           | 李家寶同學家長 |

## 參與節目
- 1993年：點解香港咁過癮'93 (特別嘉賓)
- 1997年：超級無敵獎門人之再戰江湖
- 2003年：美食 Show
- 2003年：萬千星輝賀台慶

## 其他節目（香港電台）
- 1994年：獅子山下 - 四壁為家
- 1995年：人間有情 - 霧之平安夜
- 2004年: 鐵窗邊緣 (一子錯)
- 2004年：賭海迷徒2004 - 父債子還

## 兒歌
- 2002年：〈國際漫遊〉

## 音乐演出

### 歌曲
- 《月弯弯》、《再起舞》、《风筝梦》 、《浪漫的夜》 、《城市少女》、《一样的天空》
- 《明天的形象》、《遥远的身影》、《你还记得我吗》
- 《明天》（与蔡济文、陈奕合唱）

### 音樂錄像
- 1992年：蔡国权《梦里可是谁》（MV 女主角）
- 1992年：郭富城《對你愛不完》（MV 女主角）
- 1992年：李国祥《摘星的晚上》（MV 女主角）
- 1992年：刘锡明《无论再十年》（MV 女主角）
- 1992年：张学友《明日世界终结时》（MV 女主角）
- 1992年：张学友《爱得比你深》（MV 女主角）
- 1992年：黃凱芹《晚秋》（MV 女主角）
- 1993年：李國祥《餘情未了》（MV 女主角）
- 1993年：Beyond 歌曲《情人》（MV 女主角）
- 1993年：蒋志光《谁是你知音》（MV 女主角）